# نس، لویس
نس (به انگلیسی: Ness) یک روستا در بریتانیا است که در هبریدهای بیرونی واقع شده‌است. نس ۱٬۳۰۰ نفر جمعیت دارد.